# Альфред Ньютон
Альфред Ньютон (англ. Alfred Newton; 11 червня 1829 — 7 червня 1907) — англійський зоолог та орнітолог.

## Життєпис
Альфред Ньютон народився 11 червня 1829 року в Женеві. Навчався в коледжі Кембриджського університету, де в 1853 році отримав ступінь бакалавра, а потім і магістра. У 1854 році за дорученням коледжу здійснив декілька поїздок в Лапландію, Ісландію, Шпіцберген, Карибські острови і Північну Америку. У 1866 році він став першим професором зоології та порівняльної анатомії в Кембриджі.
У 1858 році Ньютон став співзасновником Британського орнітологічного товариства. Він написав багато книг, включаючи «Zoology of Ancient Europe» (1862), «Ootheca Wolleyana» (розпочата в 1864 році), «Zoology» (1872) і «A Dictionary of Birds» (у 1893—1896 роках). Також він написав багато статей для наукових товариств і був видавцем журналу «Ібіс» (в 1865—1870), «Zoological Record» (1870—1872) та «Yarrell's British Birds» (1871—1882).
Ньютон деякий час займався вивченням вимерлих видів птахів з Маскаренских островів, яких йому надсилав його брат сер Едвард Ньютон. Серед них додо і Родригеський дронт (Pezophaps solitaria). У 1872 році він був першим, хто описав Родригеського ожерелового папугу (Psittacula exsul), який вважається вимерлим з 1875 року.
Альфред Ньютон помер 7 червня 1907 року в Кембриджі і був похований на кладовищі Huntingdon Road cemetery.